# Powiat Proszowicki
Der Powiat Proszowicki ist ein Powiat (Landkreis) im nördlichen Teil der polnischen Woiwodschaft Kleinpolen. Er grenzt im Norden an die Woiwodschaft Heiligkreuz und wird innerhalb Kleinpolens von den Kreisen Miechów, Krakau, Bochnia und  Brzesko umschlossen.

## Gemeinden
Der Landkreis umfasst sechs Gemeinden, die in Landgemeinden (gmina wiejska) und Stadt-und-Land-Gemeinden (gmina miejsko-wiejska) unterschieden werden:

### Stadt-und-Land-Gemeinden
- Koszyce
- Nowe Brzesko
- Proszowice

### Landgemeinden
- Koniusza
- Pałecznica
- Radziemice